# Гражданско общество
Гражданското общество е независима сфера на самоизява на свободни граждани и доброволни сдружения и организации с нестопанска цел, които са пряко защитени от пряка намеса и произволно регулиране от правителство и бизнеса, както и от други външни фактори.
Гражданското общество съществува от времето на Перикъл, когато не е имало юридически структури на гражданите и се е развило през различните исторически епохи. През всичките периоди на развитие и упадък се е запазило основното определящо качество на Гражданското общество, а именно да бъде коректив на управляващите. Гражданско общество е когато защитавате кауза или човек, които по никакъв начин не ви засягат и интересуват освен с презумпцията, че когато на вас ви се наложи, съвсем непознати хора ще ви се притекат на помощ.
Гражданското общество съществува само при развитите демократичните общности, където има връзка управлявани – управляващи и обратно. Формалната част от него са неправителствени организации, граждански инициативи и други граждански формирования с идеална цел.
Винаги зад интересите на Гражданското общество седят личните граждански интереси, но е важно да се определи, че става въпрос за сбор и съвкупност от много личности (общество), а не за една личност.

## В България
В България гражданското общество се индицира за първи път след 1947 на 28 септември 1987, когато две години преди смяната на тоталитарния режим, шест русенки – Цонка Букурова, Вяра Георгиева, Дора Бобева, Стефка Монова, Евгения Желева и Албена Велкова, организират и оглавяват първата екологична демонстрация в България срещу почти десетилетното обгазяване на града от химическия комбинат в Гюргево.
Гражданското общество в България през 2011 – 2012 бележи растяща активност според оценки на институции и медии. То се представлява от различни неправителствени организации, граждански сдружения и граждански инициативи. Особен отзвук намират каузи, които са опосредствани от развиващите се информационни технологии. Въпреки това може да се говори за проблемност при обединяването около някаква обществена кауза. По оценки на института „Отворено общество“ – София през 2011 г. 30% от българите считат, че такова общество не съществува, не вярват в полезността на неправителствените организации и предпочитат да се „капсулират“ в семейния кръг.